# ويلي جانسون
ويلي جانسون (بالنرويجية البوكمول: Willy Jansson)‏ هو سياسي نرويجي، ولد في 13 مايو 1927. حزبياً، نشط في حزب العمال. وقد انتخب عضو برلمان النرويج ‏.